# النا روسو
النا روسو (ایتالیایی: Elena Russo؛ زادهٔ ۱۳ فوریهٔ ۱۹۷۲) بازیگر اهل ایتالیا است.
از فیلم‌ها یا برنامه‌های تلویزیونی که وی در آن نقش داشته‌است، می‌توان به دوستان من، و اینک سکس و باریا اشاره کرد.